# Оттава (округ, Мічиган)
Шаблон:StateAbbr_ 42°55′ пн. ш. 86°14′ зх. д. / 42.92° пн. ш. 86.23° зх. д.
Округ  Оттава (англ. Ottawa County) — округ (графство) у штаті Мічиган, США. Ідентифікатор округу 26139.

## Історія
Округ утворений 1837 року.

## Демографія
За даними перепису 
2000 року 
загальне населення округу становило 238314 осіб, зокрема міського населення було 181452, а сільського — 56862.
Серед мешканців округу чоловіків було 117349, а жінок — 120965. В окрузі було 81662 домогосподарства, 61360 родин, які мешкали в 86856 будинках.
Середній розмір родини становив 3,25.
Віковий розподіл населення поданий у таблиці:
| Стать    | До 15 років | 15-21 | 22-29 | 30-39 | 40-49 | 50-65 | 65-85 | Понад 85 |
| -------- | ----------- | ----- | ----- | ----- | ----- | ----- | ----- | -------- |
| Чоловіки | 29171       | 14363 | 12661 | 18116 | 17577 | 15445 | 9007  | 1009     |
| Жінки    | 27981       | 15408 | 12198 | 18046 | 17421 | 15815 | 11768 | 2328     |

## Суміжні округи
- Маскігон — північ
- Кент — схід
- Аллеган — південь
- Мілвокі, Вісконсин — захід
- Расін, Вісконсин — захід

## Виноски
1. ↑  US Decennial Census. US Census Bureau. Процитовано 27 вересня 2014.
2. ↑  Historical Census Browser. University of Virginia Library. Архів оригіналу за 30 травня 2019. Процитовано 27 вересня 2014.
3. ↑  Population of Counties by Decennial Census: 1900 to 1990. US Census Bureau. Процитовано 27 вересня 2014.
4. ↑  Census 2000 PHC-T-4. Ranking Tables for Counties: 1990 and 2000 (PDF). US Census Bureau. Процитовано 27 вересня 2014.
5. ↑  State & County QuickFacts. U.S. Census Bureau. Архів оригіналу за 7 липня 2011. Процитовано 29 серпня 2013.(англ.) Наведено за англійською вікіпедією.
6. ↑  American FactFinder. Бюро перепису населення США. Архів оригіналу за 26 лютого 2012. Процитовано 31 січня 2008.

| США | Це незавершена стаття з географії США. Ви можете допомогти проєкту, виправивши або дописавши її. |